# Leucania conversa
Leucania conversa là một loài bướm đêm trong họ Noctuidae.